# Michel Dessoudeix
Michel Dessoudeix est un égyptologue français.

## Études
Michel Dessoudeix est ingénieur diplômé de l'Institut national polytechnique de Toulouse, agrégé de sciences physiques et docteur ès chimie.
Michel Dessoudeix étudie l’Égypte antique et se consacre entièrement à l'égyptologie dans le cadre de l'association toulousaine d'égyptologie où il enseigne l'écriture hiéroglyphique, l'histoire et la civilisation égyptienne.
Il est l’auteur de Chronique de l’Égypte ancienne (Actes Sud, 2008) et de la série des Lettres égyptiennes (Actes Sud).

## Publications
- Chronique de l'Égypte ancienne : Les pharaons, leur règne, leurs contemporains, Paris, Actes Sud, 2008 (ISBN 978-2-7427-7612-2)Ce livre regroupe les renseignements fondamentaux sur chacun de 335 pharaons.
- Lettres égyptiennes : La naissance du Nouvel Empire - De Kamosis à Thoutmôsis II, Paris, Actes Sud, 2019 (ISBN 978-2-330-12256-0)
- Lettres égyptiennes II : L'apogée du Nouvel Empire - Hatchepsout, Thoutmôsis III, Amenhotep II et Thoutmôsis IV, Paris, Actes Sud, 2012, réédition 2019 (ISBN 978-2-330-00636-5 et 978-2-330-12373-4)
- Lettres égyptiennes III : La littérature du Moyen Empire, Paris, Actes Sud, 2016 (ISBN 978-2-330-06088-6)
- Lettres égyptiennes IV : D'Amenhotep III à Horemheb, Paris, Actes Sud, 2019 (ISBN 978-2-330-12525-7)
- Lettres égyptiennes V : La littérature du Nouvel Empire, Paris, Actes Sud, 2025  (ISBN 978-2-330-19944-9)